# パルモア学院専門学校
パルモア学院専門学校（パルモアがくいんせんもんがっこう、Palmore Institute）は、日本の専門学校。設置者は準学校法人パルモア学院（法人所在地 兵庫県三田市けやき台4丁目30番地6）。関西学院・啓明学院の母体であり、パルモア病院を設立した。1886年に設立され、2020年に閉校を決定した（再開の予定なし）。

## 概要
1886年にアメリカ南メソヂスト監督教会の宣教師ジェームス・ウィリアム・ランバス一家によって神戸外国人居留地47番に開設された英語塾「読書館」が起源。学校名は、読書館の活動を経済的に支援したアメリカミズーリ州の宣教師ウイリアム・ビバリー・パルモアに由来する。
1887年8月に神戸外国人居留地から山二番（後の神戸市中央区北長狭通）へ移転し、ジェームス・ウィリアム・ランバスによる英語の夜間授業が行われた。翌1888年9月にN・W・アトレーが昼間部を作り、1889年にジェームスの子ウォルター・ラッセル・ランバスが昼間部を母体として関西学院を設立した。発足当初のパルモア学院は所在地を転々とし、授業を行う場所が定まらず、メソヂスト教会の年会において毎年廃止が検討され、一度は廃止が決定されたが、ジェームスの妻メアリーの働きかけにより存続した。
1910年に宣教師ジェイムズ・サミュエル・オックスフォードが赴任すると、実用英語科、速記科、タイプライター科を設置するなど実業教育を展開し、実践的英語教育の担い手として戦前期の阪神間で名を轟かせ、「関西一の英語専門夜学校」と呼ばれた。太平洋戦争中は事実上活動を休止するが、戦後専門学校としての活動を再開。本格的な英語教育をする場として一世を風靡し、3000人を超える生徒が在籍した。戦前から戦後にかけては厳しい教育で知られ、卒業できる生徒は戦前期で3%強、戦後は1割ほどであった。
1956年、学院長の石井卓爾が学内に反対意見のある中、義弟の医師三宅廉を病院長に据え、設立資金全額をパルモア学院と学院の宣教師・職員・生徒からの寄付金で賄い、さらにパルモア学院所有の土地を無償貸与する形でパルモア病院（医療法人財団パルモア病院）を設立した。後に学院と病院は断絶し、金銭や土地を巡って法的紛争を展開した。学院は病院と関係する大手都市銀行とも係争し、存続の危機に陥ったが卒業生新山尭夫の下経営危機を克服した。一方病院は訴訟に伴う不動産評価替えなどが原因となって赤字に転じ、2013年に民事再生法の適用を申請した（2014年に医療法人社団純心会パルモア病院として再生）。
2020年7月、休校を発表。同年8月、姉妹校関西学院の経営計画書において「2020年度末の閉校」が明記された。同年12月に閉校を決定。再開の予定はなく。運営法人は2021年春以降に解散する。最後の約10年間は年間数千万円の赤字を計上し、最終年度の専門学校生徒数は1名であった。

## 沿革
- 1886年 - 米国人宣教師J.W.ランバス博士により創立。「パルモーア英学院（Palmore Institute）」と称す。
- 1889年 - 昼間部を分離独立、関西学院を設立。
- 1923年 - タイプ科女子生徒を分離独立、女子パルモア（啓明女学院→啓明学院）を設立。
- 1945年 - 神戸大空襲により校舎消失[27]。
- 1947年 - 夜間英語授業再開[28]。
- 1951年3月 - 法人として認可[29]
- 1956年 - パルモア病院を設立。
- 1990年 - パルモア学院専門学校開校（1月20日認可[30]）。
- 1995年 - 昼間英語科開設（現在、現代総合英語科・昼間）
- 2002年 - 夜間英語科を現代総合英語科・夜間に改称。
- 2007年 - 神戸市中央区北長狭通からJR神戸駅前（神戸市中央区相生町4丁目5番16号）へ移転。
- 2008年 - 専門学校の名称を「パルモア学院英語専門学校」に変更[31]。
- 2008年 - 英語学校「カプラン」と提携。
- 2020年 - 閉校を決定。
- 2020年12月22日 - 最後の卒業式を実施[18]。
- 2021年4月 - 法人所在地が神戸市中央区相生町から兵庫県三田市けやき台4丁目30番地6に変更[32][33][34]
- 2021年7月16日 - 「令和3年度第1回兵庫県私立学校審議会」にて当校の廃校および当校設置法人である準学校法人パルモア学院の解散の認可相当との答申を受ける[35]。

## 関係者

### 学院長
- ジェームス・ウィリアム・ランバス（創設者）
- ジェイムズ・サミュエル・オックスフォード[36]（「学院の事実上の建設者」[37]）
- 窪田学三[38]
- 田崎慎治[39] （戦後の夜間授業再開を実現）
- 石井卓爾[40] （パルモア病院設立）
- 武田文六[41]
- 香西豊[42]
- モース・サイトウ[42]

### 理事長
- ジョン・B・カブ[43]
- モース・サイトウ[42]
- 新山尭夫[16] （パルモア病院と係争・卒業生）
- 小西和雄[6] （閉校を決定・卒業生）

### 専門学校長
- 香西豊[42]
- モース・サイトウ[42]
- 新山あやこ[44][45]（卒業生）
- 内田州[30]（閉校・元在校生[46]）

### 理事
- 尾崎八郎[47]
- 宮田満雄[47]
- 澤田洋子[48]（講師・卒業生）

### 評議員
- 西垣二一（広島女学院元理事長・神戸栄光教会牧師・卒業生）[47]）

### 職員
- 芦田高子

### 教師
- 政尾藤吉 - 関西学院神学部生だった1890年に、宣教師サミュエル・ウェンライトの家に寄宿し、パルモア学院で英語を教えていた[49]。

## 卒業生・在籍生

### 卒業生
- 内藤豊次 - エーザイ創業者
- 岩川与助 - 衆議院議員
- 村川久子 - 青山学院大学教授
- 西垣二一[50] - 広島女学院理事長・神戸栄光教会牧師[51] - パルモア学院評議員[47]
- 後藤田輝雄[52] - 政治学者・相愛大学名誉教授
- 枇杷木賢生[53] - 経済学者・東京国際大学教授
- 戸井美智子 - 日本初の女性盲導犬ユーザー
- 池田和子[54] - パシフィック大学准教授
- 新山尭夫[16] - パルモア学院理事長
- 小西和雄[7] - パルモア学院理事長
- 新山あやこ[16] - パルモア学院専門学校長
- 澤田洋子 - パルモア学院講師[55]・理事[48]

### 在籍生
- 宮内義彦 - 実業家
- 曾根純三 - 映画監督・脚本家
- 田辺眞人[56] - 歴史学者・園田学園女子大学名誉教授
- 藤原規代[57] - 漫画家
- 春井久志[58] - 経済学者・関西学院大学教授

## 姉妹校・関係機関
- 関西学院
- 啓明学院
- 聖和大学
- 広島女学院
- パルモア病院

- 日本基督教団神戸栄光教会 - パルモア学院と同時に設立[59]